# Часлав Клонимировић
Часлав Клонимировић је био српски владар који је, највероватније са титулом кнеза, владао Србијом током друге четвртине 10. века. Он је последњи познати владар из династије Властимировића, која је Србе довела на Балканско полуострво и један од њених најзначајнијих представника. Током своје владавине, успео је да, уз подршку Византије, обнови српску државу коју су опустошили Бугари и претвори је у јаку државу која је могла да парира тадашњој Бугарској, а сматра се да је погинуо у борбама против Мађара на реци Сави. Подаци о његовом животу познати су на основу дела византијског цара и његовог савременика Константина Порфирогенита (913—959) О управљању царством, као и неких делова списа Летописа попа Дукљанина, за које се сматра да поседују већу поузданост.

## Порекло и младост
Чаславов деда Стројимир био је средњи син кнеза Властимира, а познат је и по једном недавно нађеном печату. Старији брат Мутимир протерао је у Бугарску Стројимира заједно са најмлађим братом Гојником. У Бугарској, Стројимировом сину, Клонимиру бугарски владар „Борис даде Бугарку за жену”, а из тог брака родио се Часлав (Τζεέσθλαβος). Већина историчара се слаже да је Часлав рођен далеко прије 896. године. Део њих претпоставља да би то могло бити између 875. и 880, и то највероватније, у тадашњој бугарској престоници Плисци Када је 893. Симеон променио престоницу у Преслав, највероватније је да је и Часлав променио пребивалиште. У борбама око власти над Србијом, које су настале после Мутимирове смрти од око 891. године, Чаславов отац Клонимир је покушао да освоји власт око 897. године. Клонимир је успео да заузме Достинику, претпоставља се да је то била престоница Србије, али погинуо је у даљим борбама против свог брата од стрица Петра.

## Долазак на власт
Бугарско-византијски сукоби почетком 10. века, утицали су и на политичке прилике у тадашњој Србији. Бугарски цар Симеон Велики (893—927) је збацио 917/918. године свог кума Петра Гојниковића са власти, због његових наводних веза са Византијом, а на његово место поставио Павла Брановића, у покушају да осигура свој утицај у Србији. Међутим, Павле је започео вођење провизантијске политике, што је Симеона приморало да са војском поново интервенише у Србији и доведе Захарију на власт 920/921. године, или 923/924. Он се, такође, није дуго држао пробугарске политике, због чега је Симеон послао нову војну експедицију против Србије, са намером да је трајно покори. Борба је окончана српском победом, а Захарија је главе и оружје двојице бугарских војсковођа послао у Цариград, као ратне трофеје.
Овај пораз приморао је Симеона да пошаље нову војску на Србију, која је са собом водила Часлава као претендента на српски престо. Захарија је, пред Бугарима, или, можда, Чаславом, побегао у Хрватску, а за њим је отишао део Срба. Одбеглог кнеза, вероватно је пратио део српске властеле, а можда и значајан део српске популације. Бугарске војсковође су позвале српске жупане да дођу у њихов табор и закуну се на верност Чаславу, као новом кнезу, али уместо постављања новог кнеза, Бугари су жупане заробили, након чега су опустошили Србију, а Часлава су вратили у Бугарску. Међу историчарима постоји неслагање када се ово освајање Србије догодило, 924. године, или 926. године.
У време Захаријиног бега у Хрватску око 924. године, забележен је нагли успон хрватске државе, а обично се наводи да је Константин VII Порфирогенит писао да се у Хрватској „ширила” војска величине до 60 хиљада коњаника и до 100 хиљада пешака, али постоји могућност да је превод био погрешан и да у Де администрандо империо пише до 3.000 коњаника и до 40.000 пешадинаца. Такође, уследио је и потпуни пораз Бугара, који су напали Хрватску, можда у Босни. Сасвим је рационално ово нагло јачање хрватске државе, и потпуни пораз Бугара 926. или почетком 927. године, приписати Захарији и његовим одбеглим војницима.
Према неким мишљењима у Летопису попа Дукљанина, описано је постављање на трон Србије Љутомира, који је владао као бугарски вазал. Љутомира је у биткама код Лима и Ибра победио Бели Павлимир, наследник прогнане српске владарске лозе, кога поједини историчари поистовећују са Чаславом. Могуће је да је Часлав, након бега од Бугара, уз помоћ Ромеја ударио на Љутомирове бугарске снаге и победио их у ове две битке.
Убрзо после тог пораза, Симеон је умро 27. маја 927. године, што је довело до великих политичких промена на Балкану, а нови бугарски цар Петар I (927—969) закључио је мир са Византијом, чиме је окончан вишедеценијски сукоб две државе.

## Обнова самосталности Србије
Након Симеонове смрти, Часлав се вратио Србију. Порфирогенит је написао да је Часлав са четворицом пратилаца побегао из Преслава од Бугара у Србију и обновио српску кнежевину уз помоћ Византије. То прихвата већина српских историчара, али има оних који сматрају да је он враћен у Србију у договору новог бугарског цара Петра са византијским владарем и дедом његове супруге Романом I (920—949), да би организовао државу која би се супротставила продору Мађара из Паноније. Такође, мишљења историчара су подељена и око тачне године његовог повратка у Србију, тако да једни сматрају да се вратио још 927. односно 928. године, други да је у питању 931. година, а трећи сматрају да је у питању 933/934. година.
Порфирогенит наводи да је Часлав у Србији затекао само педесетак мушкараца без жена и деце, који су преживљавали ловећи, али историчари одбацују овакав опис прилика као нереалан. Према даљем опису, српске избеглице из околних земаља (Бугарска, Хрватска и друге) почеле су да се враћају у земљу након Чаславовог повратка, посебно истичући да је део Срба побегао из Бугарске у Цариград. Њих је пишчев таст и савладар Роман Лакапин заоденуо и обдарио, након чега их је послао у Србију. Поред тога, византијски цар је Чаславу пружио и финансијску подршку, што му је олакшало обнављање и јачање Србије. Србија је обновљена, вероватно, у границама које су личиле са оне из времена пре бугарског освајања.

### Границе државе
Константин Порфирогенит за Часлава каже да је „ујединио све српске земље”. Иако је ово помало непрецизна одредница, за тачне границе Чаславове државе, потребно је само одредити границе српског етничког простора и земље које се означавају као „српске” у овом периоду историје да би се одредиле границе Чаславове државе.

Порфирогенит и Ајнхард Франачки у својим Аналима Франачког краљевства (Annales regni Francorum) кажу да Срби настањују римску Далмацију, чију западну границу Тацит позиционира негде на „истарском горју”, тако да она укључује Лику, Крбаву и Гацку. Порфирогенит такође за хрватску кнежевину наводи:
„Њихова је земља била подељена у 11 жупанија а то су: Hlebiana (Ливно), Tzenzena (Цетина), Emotha (Имотски), Pleba (Плива), Pesenta (Босански Петровац), Parathalassia (Клис), Brebere (Брибир), Nona (Нин), Tnena (Книн), Sidraga (Равни Котари), Nina (јужни Велебит), а њихов бан (boanos) има (у власти) Kribasan (Крбава), Litzan (Лика), Goutzeska (Гудушка).”

Закључно овим, неки историчари сматрају да Kribasan (Крбава), Litzan (Лика) и Goutzeska (Гудушка) не спадају у 11 хрватских жупанија, већ хрватски бан само има власт над њима, чиме закључују да у њима не живе Хрвати, већ Срби. Из овог закључују, да је то западна граница српског етничког простора (на граници Лике и Либурније), што је према њима вероватно и западна граница Чаславове Србије. Међутим, већина других историчара, српску западну границу, налази источније од ове линије, као нпр. на Уни, или на Врбасу и Босни.

Српска источна граница традиционално се лоцирала негде око Старог Раса или Расине, где Порфирогенит помиње окупациону границу Бугарске и Србије за време Мутимира. Неки претпостављају да је источна граница била ближе долинама Велике и Јужне Мораве, то јест на реци Расини. Међутим, неки попут Борислава Влајића позиционирају је знатно источније, код Видинског краја, услед чињенице да су и племена Морављана и Тимочана припадала српском народу у том периоду (не зна се да ли су Срби наметнули своје име овим племенима или су она једна од оригиналних српских племена). Доказ за ово налази се у Аналима Франачког краљевства:
„Кнез Борна, који јесте отпао из заједнице са Бугарима” и затим са својим племеном Гудушчана и Тимочана постао кнез Далмације [и Либурније] […]"
Кнез Славонаца Људевит Посавски, према истом документу, склонио се код „Срба, који контролишу велики део провинције Далмације”, и ту међ њима беше убијен од Борниног ујака (мајка Борне стога Српкиња).
Северна граница била је на реци Сави, а из описа сукоба са Мађарима види се да је и Мачва била део Србије и да је Часлав у њој боравио са својим двором и сродницима.

## Крај владавине
Византијски цар не помиње крај његове владавине, што већину историчара наводи на закључак да је он умро након завршетка списа, а обично се мисли да је дело настало у периоду од 948. до 952. године. За поглавља о Јужним Словенима мисли се да су завршена 949. године, или око 950. године. Неки историчари мисле да дело није завршено, то јест да је дописивано до Порфирогенитове смрти 959. године, а из тога се може претпоставити да је Часлав био жив око 960. године. Постоји и претпоставка да је Часлав умро 943. годину.
Последње године Чаславове владавине, његове борбе са Мађарима и погибија, описане су у Летопису попа Дукљанина. Иако се историчари слажу да је то дело непоуздано и фантастично, поготово у деловима који се односе на време пре средине 11. века (тј. 1040. године), сматра се да би ови делови могли бити историјски тачни, пошто одговарају тадашњем стању на Балканском полуострву.
Према наводима Летописа, мађарски великаш Киш је упао са војском у Босну и започео пљачкање и пустошење те области. Српски кнез је сакупио војску и сукобио се са мађарским снагама у Дринској жупанији, поред саме реке (вероватно низводно од данашње Фоче, у месту Цвилин). У борбама је погинуо сам Киш, а мађарске снаге су потучене до ногу. Кишова удовица је након тога затражила од мађарског краља војску, да би осветила смрт свог мужа. Он јој је дао велику војску са којом се упутила у Срем (данашња Мачва) и у изненадном ноћном нападу на српски логор, Мађари су заробили Часлава. Према наредби Кишове удовице, Чаславу и свим његовим сродницима, који су такође заробљени, су завезане ноге и руке, након чега су живи бачени у реку Саву.
Након Чаславове смрти, његова држава се распала на мање кнежевине, које су наставиле своје постојање независно једне од других.

## Наслеђе
Након Чаславове смрти, локални племић је повратио контролу над покрајином, а то је био Тихомир. Смрћу Часлава се означава крај династије Властимировића.
У 990' годинама, Јован Владимир је изашао као најмоћнији племић у држави. Јован Владимир је имао под контролом Травунију и Захумље. Од Јована Владимира Василије II је тражио савез против Бугарске.

### Викизворник
- Константин Порфирогенит, De administrando imperio (О управљању царством) (глава 32)